# Barahna glenelg
Espèce
Barahna glenelg est une espèce d'araignées aranéomorphes de la famille des Desidae.

## Distribution
Cette espèce est endémique du Victoria en Australie. Elle se rencontre vers Dartmoor.

## Description
La carapace de la femelle holotype mesure 2,5 mm de long et son abdomen 2,9 mm de long.

## Étymologie
Son nom d'espèce lui a été donné en référence au lieu de sa découverte, la Glenelg River.

## Publication originale
- Davies, 2003 : Barahna, a new spider genus from eastern Australia (Araneae: Amaurobioidea). Memoirs of the Queensland Museum, vol. 49, no 1, p. 237-250 (texte intégral).